# Malmbanan

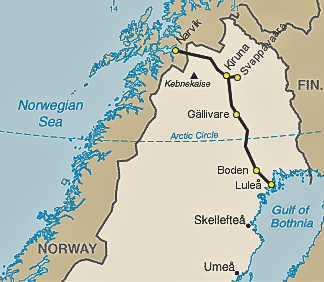
Karta över Malmbanans sträckning

Malmbanan är en cirka 500 kilometer lång järnvägslinje som går mellan Narvik och Luleå (egentligen Riksgränsen–Boden) och är en av världens äldsta malmjärnvägar. Den ägs och förvaltas av Trafikverket. Den del som går i Norge mellan Riksgränsen och Narvik heter officiellt inte Malmbanan utan Ofotbanen. 
Delen mellan Boden och Luleå hör formellt inte heller till Malmbanan utan till Stambanan genom övre Norrland. Sträckan mellan Torneträsk och Riksgränsen har vid ett tillfälle (2006) utsetts till Sveriges vackraste järnvägssträcka.

## Trafik

### Persontrafik
Norrtåg trafikerar delen Luleå-Kiruna med tre tågpar per dag. SJ trafikerar banan med nattåg Narvik/Luleå-Boden-Stockholm samt därvid även en dagförbindelse Luleå-Narvik.  
Ett tåg mellan Kiruna och Narvik hade det inofficiella namnet "Karven" som lär härstamma från det latinska namnet på kummin (Carum carvi), eftersom Kirunaborna åkte till Narvik för att inhandla kumminkryddat brännvin. Karven är även namnet på medlemstidningen för den ideella föreningen Malmbanans Vänner.

### Malmtrafik
Gruvbolaget LKAB transporterar sin järnmalm från gruvorna i Kiruna och Malmberget längs banan till hamnarna i Narvik och Luleå för export. Enligt Sveriges officiella statistik fraktades 29 miljoner ton malm på Malmbanan under 2012, eller 44 procent av den sammanlagda godsmängden på alla järnvägar i Sverige. Räknat i tonkilometer på den svenska sidan var det 21 procent av godstransportarbetet i hela Sverige. På sträckan mellan Kiruna och Narvik körs 17,7 milj. ton gods per år (mer än alla andra banor i Norge tillsammans).

### Containertrafik
Containertåg i konceptet Artic Rail Express (ARE) går flera gånger dagligen Oslo-Boden-Narvik.

## Banstandard
Järnvägen tillåter en tågvikt på upp till 8 600 ton samt 30 tons axeltryck. Sedan 2017 klarar sträckan Malmberget (Vitåfors)–Luleå 9 400 ton samt 32,5 tons axeltryck. Båda axeltrycken är högre än någon annan järnväg i Europa. Banan har max 10 ‰ uppförslutning i västlig riktning och max 15 ‰ i östlig riktning (endast väster om Kiruna). Det finns mellan Björkliden och gränsen samt på norska sidan snögallerier, vilket är tak och väggar över banan byggda av trä. De finns på utsatta ställen för att skydda mot snö som annars skulle driva in.

## Historik
Ett av de största hindren för att utvinna järnmalm i Norrbottens län var transportproblemen. 1826 kom en riksdagskommitté med det första förslaget om att bygga en kombinerad kanal- och järnvägsled mellan Bottenviken och Gällivare för malmtransporter men fraktkostnaderna ansågs bli för höga och det blev inget av förslaget. Sedan följde flera liknande projekt som kom olika långt. 1882 godkändes en ny koncessionsansökan för banan och mellan 1882 och 1887 byggdes Gällivarebanan från Luleå till Gällivare av det privata företaget Sverige & Norges järnväg (The Swedish and Norwegian Railway). Det första malmtåget lämnade Gällivare 12 mars 1888 med 1000 ton malm, men därefter avstannade bygget av banan på grund av kapitalbrist. Regeringen gav då finansmannen K. A. Wallenberg i uppdrag att förhandla med bolaget och 1890 övertog staten Gällivarebanan som överlät den till SJ. Stegvis öppnades banan för trafik mellan 1891 och 1892. Först 1894 knöts banan ihop med stambanorna i de södra landsdelarna då Stambanan genom övre Norrland nådde fram till Boden.
Fortfarande var malmfyndigheterna i Kiirunavaara utan järnvägsförbindelser, så SJ påbörjade 1898 bygget av Riksgränsbanan mellan Gällivare och Riksgränsen via Kiruna, då en sådan bana ansågs ha riksintresse. Från riksgränsen planerade man bygga Ofotbanan vidare i Norge till Narvik. På den svenska sidan var cirka 4000 arbetare involverade. Banan öppnades för provisorisk trafik från Kiruna till Luleå 1899 och den 15 november 1902 från Kiruna till Narvik, men invigdes först 14 juli 1903 av Oscar II, då kungen inte ville resa dit under den mörka vintern.
Malmbanan mellan Kiruna och Riksgränsen var den första längre järnväg och första statsbanan i Sverige som elektrifierades. Arbetet utfördes av ASEA i samarbete med Siemens och invigdes 20 januari 1915. Elkraften producerades vid Porjus kraftverk. På den norska sidan blev elektrifieringen klar hela vägen till Narvik 1923.
Malmbanan hade en avgörande betydelse under andra världskriget, eftersom Nazityskland var beroende av svensk järnmalm, och ockuperade Norge. Se vidare svensk järnmalm under andra världskriget.
Före 1984 fanns ingen genomgående väg mellan Kiruna och Narvik, endast järnväg. Innan nuvarande E10 blev klar åkte biltrafiken på biltåg över gränsen och det förekom kuriösa spårfordon som till exempel en ambulansdressin som införskaffades 1959. Det behövdes många hållplatser när ingen väg fanns, och de finns kvar än idag. År 1965 höjdes axeltrycket på norra delen av Malmbanan till 25 ton.
En mötesstation, klar våren 2011, har anlagts vid Sunderby sjukhus mellan Luleå och Boden. 
En ny sträcka har byggts förbi Kiruna, eftersom malmbrytningen orsakar svåra sättningar i marken. Den nya sträckan är cirka 15 km lång och går väster om Kiirunavaara. Den blev klar 2012 och kostnaden för sträckan var cirka 2 miljarder kronor.
På kvällen söndagen den 17 december 2023 spårade ett fullastat malmtåg från Kiruna på väg mot Narvik ur vid Vassijaure station, nära gränsen till Norge. Som en följd av detta var banan mellan Kiruna och Narvik helt stängd i 65 dagar, vilket orsakade stora förluster för LKAB. Den 24 februari 2024 spårade ett annat godståg ur i närheten av samma plats, och banan var då stängd 11 dagar, till den 6 mars 2024.

## Framtid
Flera projekt pågår utmed Malmbanan:
- Förlängning av mötesstationer. Godstrafiken körs uteslutande med 750 meter långa godståg men avsaknaden av tillräckligt många mötesspår som kan ta emot så långa tåg gör att förseningar sker rätt så ofta. Därför håller trafikverket på med förlängning av ett flertal mötesstationer.[21]
  - Ombyggnation av Abisko Östra station blev klar 2012. Trafikverket byggde om bangården för att klara 750 meter långa malmtåg med 30 tons största tillåtna axellast där bland annat en ny mellanplattform och nytt stationshus ingick. Utöver detta stängdes befintliga plankorsningar och ersattes med en vägport vid stationshuset för bil-, gång- och cykeltrafik.[22]
  - Förlängning av mötesstationerna i Rensjön, Kaisepakte och Kopparåsen. Mötesstationen i Kopparåsen beräknas vara klar år 2011, och i Rensjön planeras för genomförande år 2016-2021.[Uppdatering behövs] Mötesstationen i Kaisepakte är för närvarande[när?] ej tidsplanerad då den inte finns med i nationella transportplanen.[23]
  - Förlängning av mötesspåret i Gammelstad (klar 2025).[24]
- Notviken bangårdsombyggnad. En ny mötesstation med resandeutbyte anläggs i Notviken, cirka 1 km från Luleå tekniska universitet. Blev klart i oktober 2010.[25]
- Godsspår har byggts till Aitikgruvan, Järnvägen Koijuvaara-Aitik, klart i slutet av 2010.[26]
- Ökning av vikten per axel till 32,5 ton. Detta infördes mellan Koskullskulle och Luleå 2017 och Kiruna–Narvik 2019. Vissa broar har fått byggas om.[1]

På längre sikt, ej ännu beslutat:
- Trafikverket arbetar med ett förslag till dubbelspår mellan Kiruna och Riksgränsen.[27]
- Det finns önskemål från Kiruna kommun om att dra järnvägen via Kirunas nya centrum (under planering), med en ny station där istället för i nuvarande läge.[28] Det är 5 km mellan stationen och det nya centrumet.

## Lok
För att klara av de mycket tunga malmtransporterna fick man först införskaffa Sveriges starkaste ånglok och sedan mycket starka ellok, varav det mest kända är det tredelade koppelstångsloket Dm+Dm3+Dm, numera betecknat Dm3. År 2000 började nya tvådelade malmtågslok, IORE, gå i trafik för LKAB:s transportbolag MTAB, och dessa lok har successivt efterträtt Dm3. Även en variant på det vanliga Rc-loket har använts på Malmbanan. Varianten, som hade högre dragkraft och i övrigt var anpassad till Malmbanan fick littera Rm, byggdes i sex exemplar och kördes tre och tre, men lösningen blev inte långvarig. Man behövde färre lok och Rc-loken kunde användas på andra håll. Malmbanan är populär bland järnvägs- och lokfantaster, och de mäktiga Dm3-loken, som länge var den starkaste permanent sammansatta dragenheten i världen, lockar fotografer från hela världen. De nya IORE-loken är starkare (effekten är 10 800 kW för ett par).

### Loktyper
|  | Namn                 | Tjänstgöring | Effekt                         | Antal |
|  | -------------------- | ------------ | ------------------------------ | ----- |
|  | SJ litt Ma/Mb (ånga) | 1902–?       |                                | 34    |
|  | SJ litt R (ånga)     | 1908–?       | 18 ton dragkraft               | 8     |
|  | SJ O                 | 1914–195?    | 25 ton dragkraft               |       |
|  | NSB El 3             | 1925–1967    | 2x 2 134 kW                    | 10    |
|  | NSB El 4             | 1925–1963    | 2x 2 088 kW                    | 5     |
|  | SJ Dm3               | 1953–2013    | 7 200 kW 95 ton dragkraft      | 19    |
|  | NSB El 12            | 1954–1992    | 2x 2 398 kW                    | 8     |
|  | NSB El 15            | 1967–2004    | 5 400 kW                       | 6     |
|  | SJ Rm                | 1977–1985    | 3 600 kW 43 ton dragkraft      | 6     |
|  | IORE                 | 2000–        | 2x 5 400 kW 2x70 ton dragkraft | 34    |

I persontrafik och containertåg används bl.a. Rc-lok och elmotorvagnar.

## Galleri

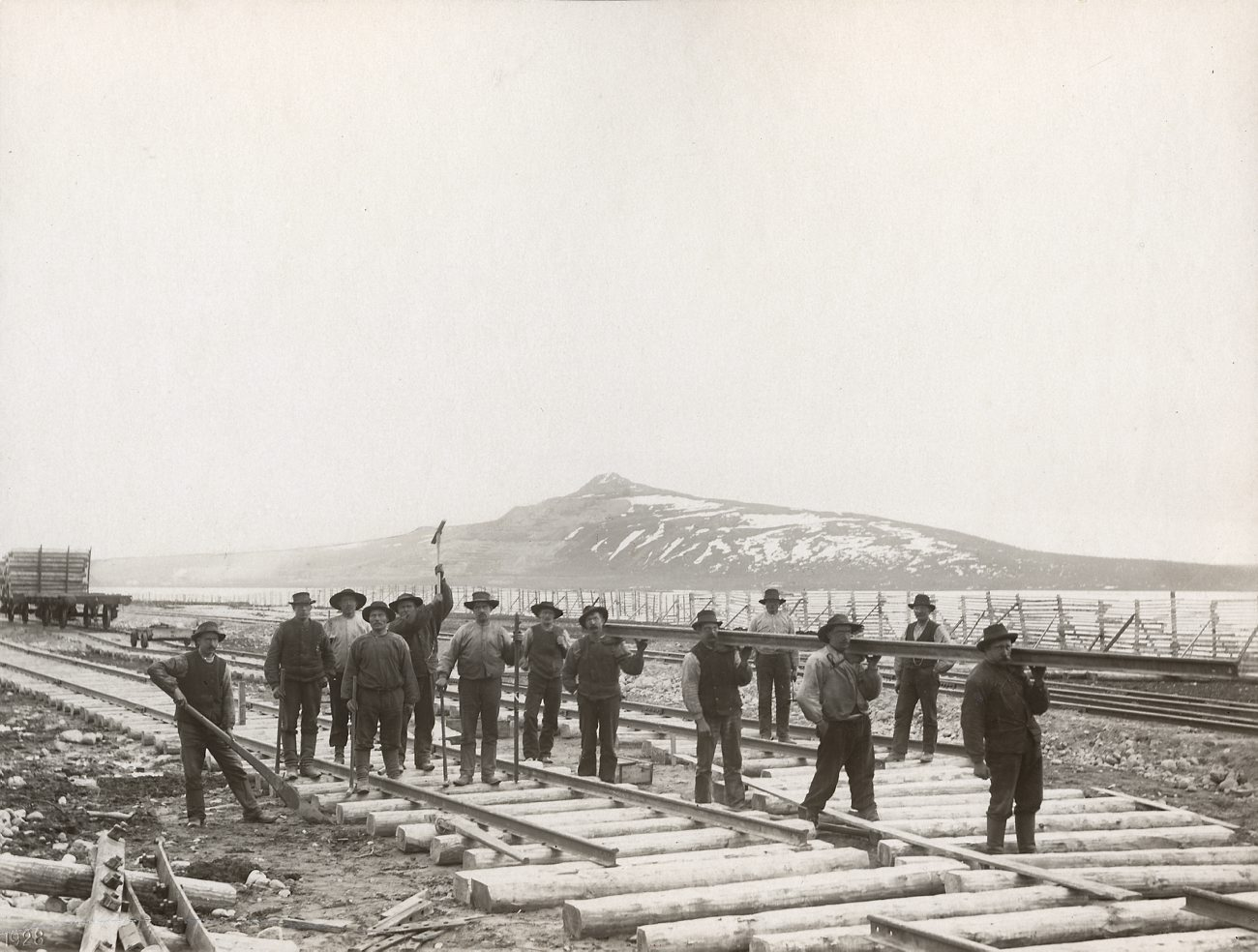
Från Riksgränsbanans bygge år 1900. Rälsläggarlag vid Luossavaara, som samhället Kiruna då kallades. Dit hade banan hunnit i juni det året. I bakgrunden fjället Kirunavaara med ännu av sprängskotten oförändrad kontur. Högsta toppen, "Statsrådet", sprängdes bort fem år senare.
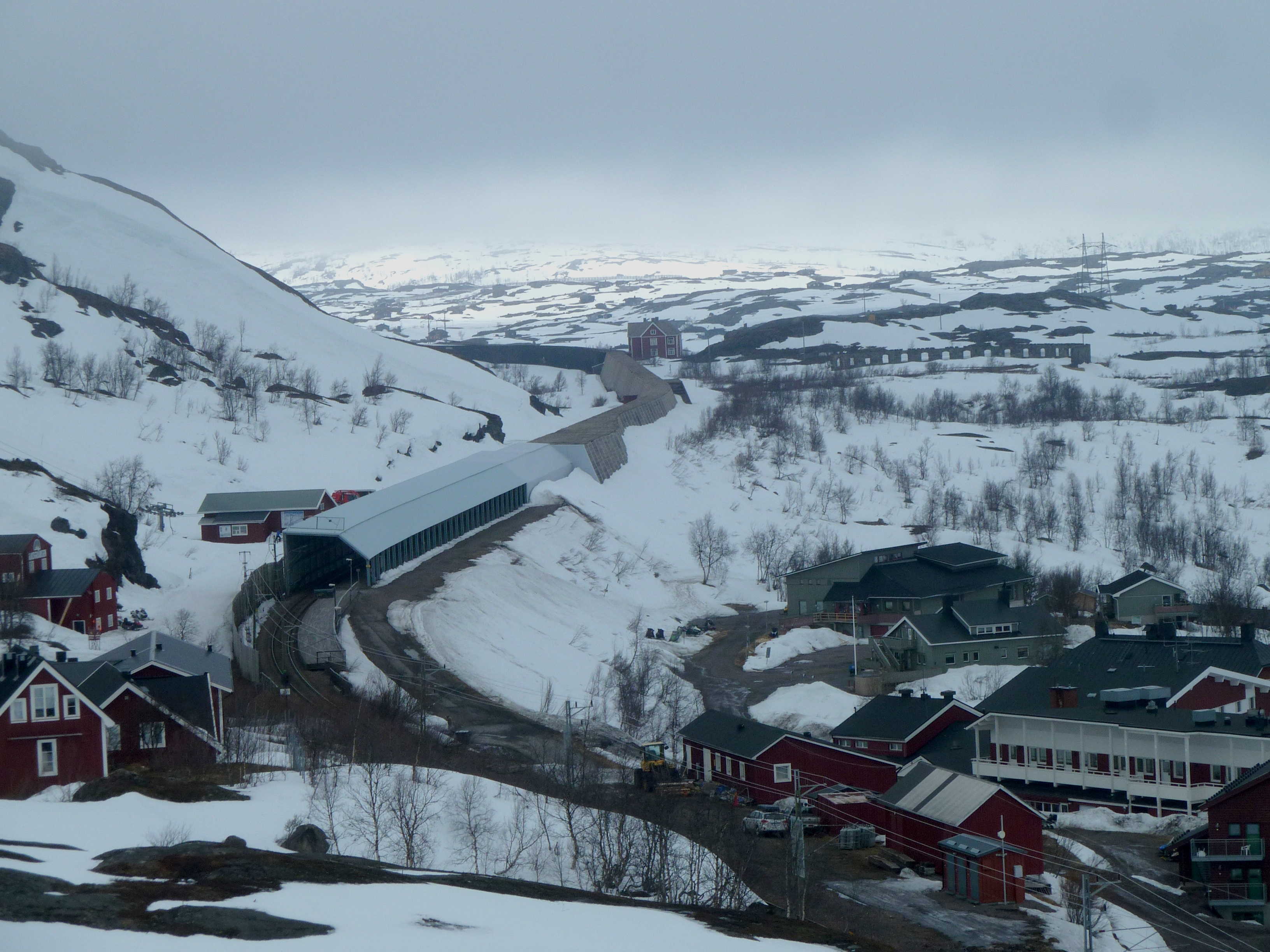
Riksgränsen station med snögalleri
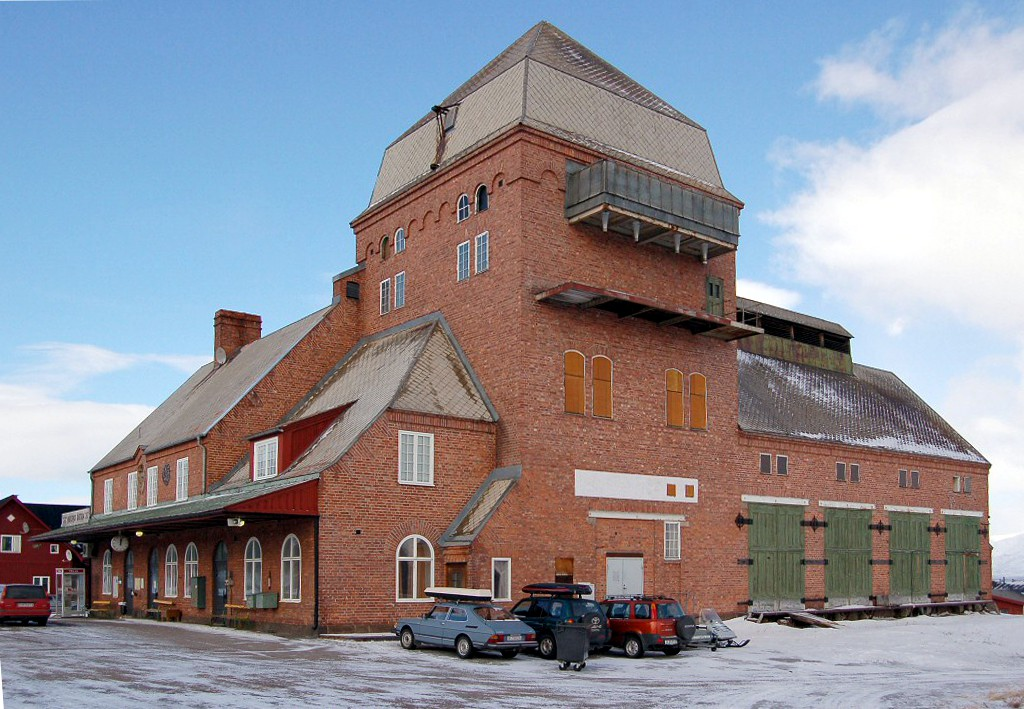
Abisko Östra, station längs Malmbanan
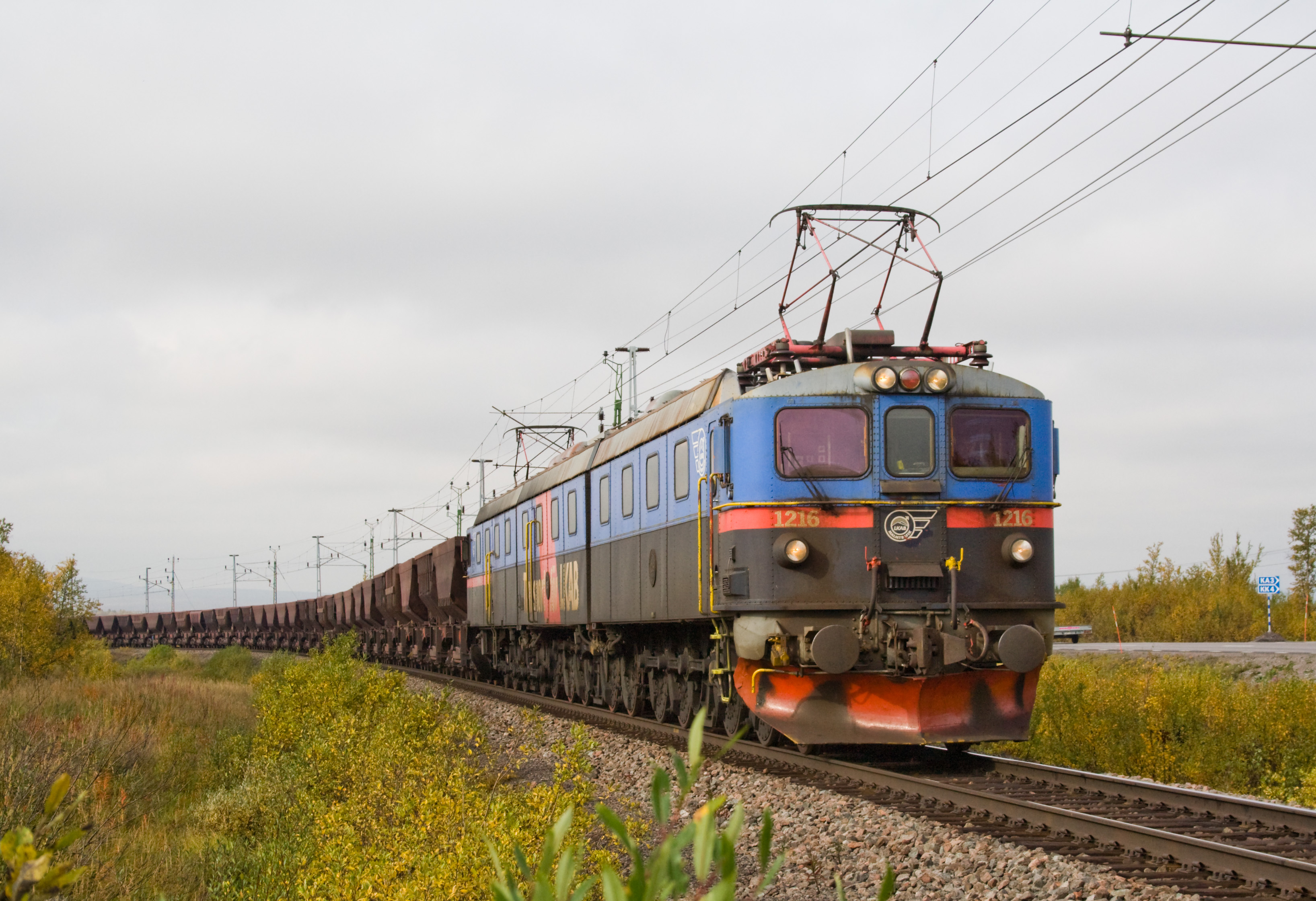
Dm3 närmar sig Kiruna med tomt malmtåg
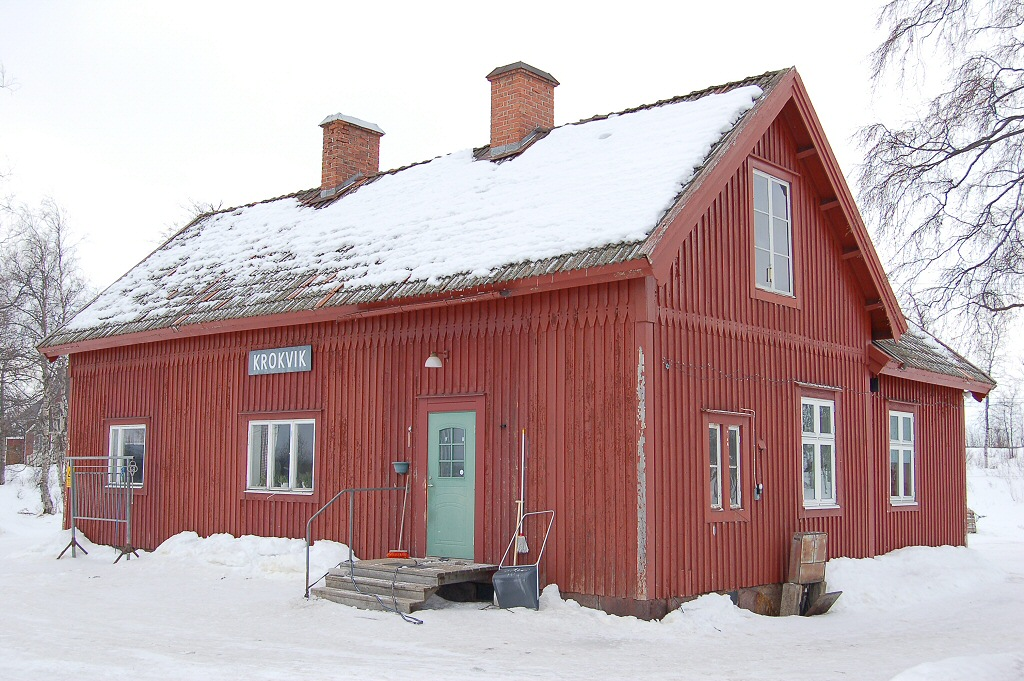
Krokvik station
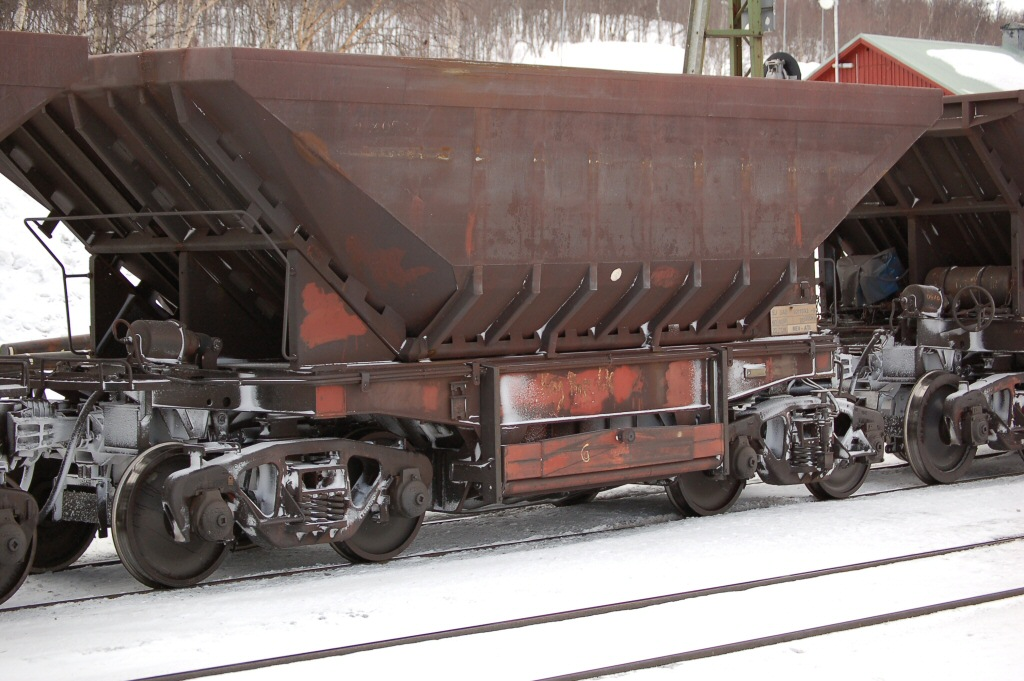
Malmvagn
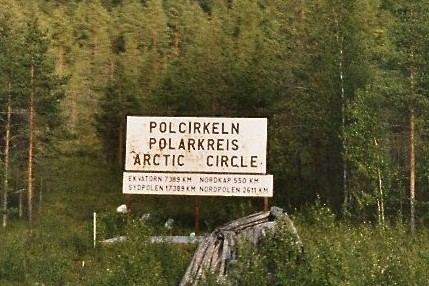
Polcirkeln
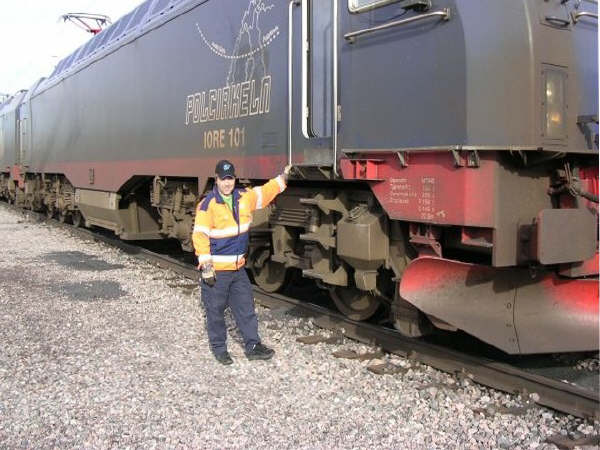
Malmlok (IORE)

### Dramatiserade skildringar
- Didring, Ernst (1914-1929). Malm : skildringar nordanfrån. Stockholm: Bonnier. Libris 37573 - Flera nyutgåvor.
  -  1, Männen som gjorde det. 1914. Libris 37575
  -  2, Bergets sång. Stockholm: Bonniers. 1915. Libris 37578
  -  3, Spelarna. 1919. Libris 37576